# 兵庫県道47号浜坂井土線
兵庫県道47号浜坂井土線（ひょうごけんどう47ごう はまさかいどせん）は、兵庫県美方郡新温泉町内の県道（主要地方道）である。

## 概要

### 路線データ
- 起点：兵庫県美方郡新温泉町三谷（国道178号上）
- 終点：兵庫県美方郡新温泉町井土（出合橋交差点、国道9号交点）
- 総延長：約7.331 km

## 歴史
- 1993年（平成5年）5月11日 - 建設省から、県道浜坂温泉線が浜坂温泉線として主要地方道に指定される[1]。
- 2017年（平成29年）11月26日：山陰近畿自動車道浜坂道路開通に伴い、本路線の美方郡新温泉町三谷・田君踏切 - 同町栃谷・新温泉浜坂IC間が国道178号との重複区間となる[2][3]。

## 路線状況

### 重複区間
- 国道178号（美方郡新温泉町三谷 - 美方郡新温泉町栃谷・新温泉浜坂IC）
- 兵庫県道263号竹田指坑線（美方郡新温泉町戸田・戸田口交差点 - 美方郡新温泉町栃谷）

### 道の駅
- 道の駅山陰海岸ジオパーク浜坂の郷（美方郡新温泉町栃谷・栃谷北交差点）

## 地理

### 通過する自治体
- 新温泉町

### 交差する道路
| 交差する道路                                     | 交差する場所 | 交差する場所                                |
| ------------------------------------------------ | ------------ | ------------------------------------------- |
| 国道178号 重複区間起点 兵庫県道167号浜坂停車場線 | 三谷         | 起点                                        |
| 兵庫県道263号竹田指坑線 重複区間起点             | 戸田（へだ） | 戸田口（へだぐち）交差点                    |
| E9 山陰近畿自動車道 国道178号 重複区間終点       | 栃谷         | 浜坂インターチェンジ前交差点 5 新温泉浜坂IC |
| 兵庫県道263号竹田指坑線 重複区間終点             | 栃谷         |                                             |
| 兵庫県道549号久斗山今岡線                        | 今岡         | 金屋口交差点                                |
| 国道9号                                          | 井土         | 出合橋交差点 / 終点                         |

### 沿線にある施設など
- 浜坂温泉郷